# Thomisinae
Thomisinae Sundevall, 1833 è una sottofamiglia di ragni appartenente alla famiglia Thomisidae.

## Descrizione
La chiave dicotomica di questa sottofamiglia rispetto alle altre è che questi ragni hanno i tarsi provvisti di artiglio senza ciuffi di peli o con ciuffi composti da peli sottili.

## Distribuzione
Le 14 tribù oggi note di questa sottofamiglia hanno, globalmente, diffusione cosmopolita.

## Tassonomia

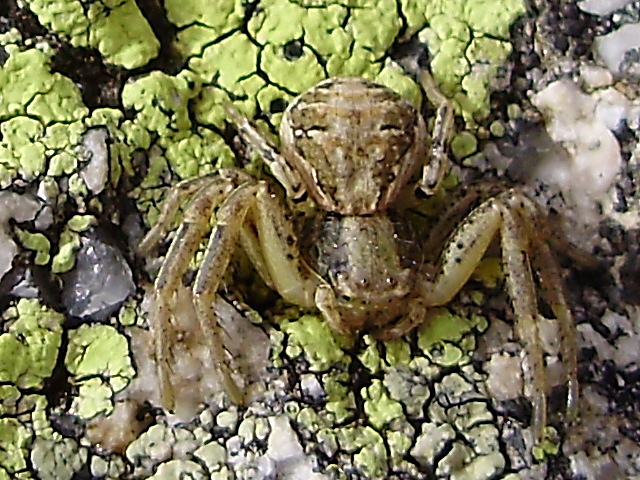
Xysticus striatipes

A novembre 2013, la maggioranza degli aracnologi è concorde nel suddividerla in 14 tribù, per complessivi 70 generi:
- Camaricini

1. Camaricus Thorell, 1887 - India, Africa centrale, orientale e meridionale, Nuova Caledonia, Filippine, Sumatra, Cina, Vietnam, Etiopia
2. Cynathea Simon, 1895 - Africa occidentale, Gabon, Angola

- Coriarachnini

1. Coriarachne Thorell, 1870 - regione paleartica, USA, Canada, Alaska, Vietnam
2. Firmicus Simon, 1895 - Africa, Spagna, Francia, Israele, Vietnam, isole Seychelles
3. Tharpyna L. Koch, 1874 - Queensland, Nuovo Galles del Sud, Australia occidentale, India, Giava

- Cymbachini

1. Cymbacha L. Koch, 1874 - Queensland, Nuovo Galles del Sud, Nuova Guinea, Tasmania, Sri Lanka

- Diaeini

1. Bassaniana Strand, 1928 - isola di Sant'Elena
2. Cozyptila Lehtinen & Marusik, 2005 - Turchia, Asia centrale, Ucraina, Russia
3. Cymbachina Bryant, 1933 - Nuova Zelanda
4. Demogenes Simon, 1895 - Nuova Guinea, isole Andamane
5. Diaea Thorell, 1869 - regione paleartica, Giava, Sumatra, Africa, Australia, Polinesia, Colombia, Nuova Guinea, USA, Madagascar, Celebes, Yemen
6. Dimizonops Pocock, 1903 - Socotra
7. Heriaesynaema Caporiacco, 1939 - Etiopia
8. Indoxysticus Benjamin & Jaleel, 2010 - India
9. Mecaphesa Simon, 1900 - America settentrionale e centrale, isole Hawaii, isole Galapagos, isole Juan Fernandez
10. Metadiaea Mello-Leitão, 1929 - Brasile
11. Narcaeus Thorell, 1890 - Giava
12. Ocyllus Thorell, 1887 - Myanmar
13. Ozyptila Simon, 1864 - regione olartica
14. Parasynema F. O. P.-Cambridge, 1900 - dal Messico ad El Salvador
15. Phireza Simon, 1886 - Brasile
16. Physoplatys Simon, 1895 - Paraguay
17. Pyresthesis Butler, 1879 - Guyana, Madagascar
18. Saccodomus Rainbow, 1900 - Nuovo Galles del Sud
19. Synaemops Mello-Leitão, 1929 - Brasile, Argentina
20. Synema Simon, 1864 - cosmopolita
21. Takachihoa Ono, 1985 - Cina, Corea, Taiwan, Giappone
22. Xysticus C. L. Koch, 1835 - regione olartica, Etiopia, Nuovo Galles del Sud, Africa centrale e occidentale, Queensland

- Heriaecini

1. Herbessus Simon, 1903 - Madagascar
2. Heriaeus Simon, 1875 - regione paleartica, Africa
3. Wechselia Dahl, 1907 - Argentina
4. Zygometis Simon, 1901 - dalla Thailandia all'Australia, isola Lord Howe

- Misumenini

1. Cyriogonus Simon, 1886 - Madagascar
2. Loxoporetes Kulczyński, 1911 - Nuova Guinea, Territorio del Nord (Australia)
3. Massuria Thorell, 1887 - India, Cina, Myanmar, Giappone
4. Misumena Latreille, 1804 - regione olartica, Brasile, Perù, Cuba, Messico, Giava, Kenya, Angola, Guyana francese, Nuova Guinea, Vietnam, Filippine, Argentina
5. Misumenoides F. O. P.-Cambridge, 1900 - America settentrionale, centrale e meridionale, India
6. Misumenops F. O. P.-Cambridge, 1900 - America settentrionale, centrale e meridionale, Africa, Cina, Uzbekistan, isole Capo Verde, Borneo, Filippine, Asia centrale
7. Pistius Simon, 1875 - regione paleartica, India
8. Plancinus Simon, 1886 - Uruguay
9. Runcinia Simon, 1875 - regione paleartica, Africa, India, Pakistan, Timor, Bangladesh, Myanmar, Giava, Sudafrica, Nuova Guinea, Australia, Paraguay
10. Soelteria Dahl, 1907 - Madagascar
11. Thomisus Walckenaer, 1805 - cosmopolita, ad eccezione dell'America meridionale

- Pagidini

1. Pactactes Simon, 1895 - Africa occidentale, centrale e meridionale
2. Pagida Simon, 1895 - Sri Lanka, Sumatra

- Platyarachnini

1. Deltoclita Simon, 1887 - Brasile, Perù
2. Philogaeus Simon, 1895 - Brasile, Cile
3. Platyarachne Keyserling, 1880 - Argentina, Brasile, Perù, Guyana francese

- Platythomisini

1. Platythomisus Doleschall, 1859 - Africa meridionale, orientale, Guinea, Congo, Costa d'Avorio, Giava, Sumatra, India
2. Poecilothomisus Simon, 1895 - Australia settentrionale

- Porrhopini

1. Porropis L. Koch, 1876 - Queensland, Nuova Guinea, Angola

- Smodicinini

1. Indosmodicinus Sen, Saha & Raychaudhuri, 2010 - Cina, india
2. Parasmodix Jézéquel, 1966 - Costa d'Avorio
3. Smodicinodes Ono, 1993 - Cina, Thailandia, Malesia
4. Smodicinus Simon, 1895 - Africa occidentale e meridionale

- Talaini

1. Lysiteles Simon, 1895 - Cina, Russia, Corea, Giappone, India, Nepal, Bhutan, Taiwan, Filippine, Pakistan
2. Spilosynema Tang & Li, 2010 - Cina
3. Talaus Simon, 1886 - Cina, Myanmar, Sri Lanka, India, Sumatra, Bhutan, Vietnam, Giava

- Tmarini

1. Acentroscelus Simon, 1886 - Brasile, Perù, Argentina, Guyana, Guyana francese
2. Acrotmarus Tang & Li, 2012 - Cina
3. Gnoerichia Dahl, 1907 - Camerun
4. Haplotmarus Simon, 1909 - Vietnam
5. Latifrons Kulczyski, 1911 - Nuova Guinea
6. Monaeses Thorell, 1869 - Africa occidentale e meridionale, Filippine, Giappone, Nepal, Sri Lanka, Myanmar, Cina, Grecia, Turchia, Israele, Europa
7. Pherecydes O. P.-Cambridge, 1883 - Africa occidentale e meridionale, Tunisia
8. Philodamia Thorell, 1894 - Singapore, Cina, Myanmar, Bhutan
9. Titidiops Mello-Leitão, 1929 - Brasile
10. Titidius Simon, 1895 - Brasile, Colombia, Guyana, Venezuela, Suriname
11. Tmarus Simon, 1875 - Americhe, Africa, regione paleartica, India, Filippine, Giava

- Uraarachnini

1. Uraarachne Keyserling, 1880 - Brasile, Guyana francese

- incertae sedis

1. Bonapruncinia Simon, 1886 - Brasile, Perù, Argentina, Guyana, Guyana francese